# Rabindranath Tagore (película)
Rabindranath Tagore es un documental de 1961 sobre la vida y obra del célebre poeta bengalí Rabindranath Tagore. La película fue estrenada en el aniversario de su cumpleaños y fue escrita y dirigida por Satyajit Ray. Ray evitó los aspectos controvertidos de la vida de Tagore para convertir el documental en un retrato oficial del poeta. Aunque Tagore era conocido como poeta, Ray no utilizó ninguna de las poesías de Tagore, ya que no estaba contento con la traducción al inglés y creía que "no daría la impresión correcta si se recitara" y la gente no consideraría a Tagore como "un gran poeta" si se basaran solamente en dichas traducciones.

## Reparto
- Raya Chatterjee
- Smaran Ghosal
- Purnendu Mukherjee
- Kallol Bose
- Subir Bose
- Phani Nan
- Norman Ellis

## Restauración
Después de que la Academia de las Artes y Ciencias Cinematográficas otorgó a Satyajit Ray un Premio Honorífico de la Academia en 1992 por sus logros a lo largo de su carrera, la Academy Film Archive, parte de la Academy Foundation que trabaja principalmente con los objetivos como "preservación, restauración, documentación, exposición y estudio de películas ", tomó la iniciativa de restaurar y preservar las películas de Ray, entre ellas Rabindranath Tagore.